# C-VM i håndbold 1990 (mænd)
C-Verdensmesterskabet i håndbold for mænd 1990 var det ottende og hidtil sidste C-VM i håndbold for mænd, og turneringen med deltagelse af 12 hold afvikledes i Finland i perioden 31. marts – 8. april 1990. Finland var C-VM-værtsland for første gang. Turneringen fungerede som den europæiske kvalifikation til B-VM 1992, og holdene spillede om fire ledige pladser ved B-VM.
Turneringen blev vundet af Norge, som i finalen besejrede værtslandet Finland med 32-27, og som dermed kvalificerede sig til B-VM sammen med vinderen af bronzekampen, Vesttyskland og Bulgarien.

## Resultater
De tolv deltagende hold var inddelt i to grupper med seks hold, og i hver gruppe spillede holdene en enkeltturnering alle-mod-alle. De to gruppevindere gik direkte videre til finalen, og toerne gik videre til bronzekampen. Treerne spillede videre i kampen om 5.-pladsen, mens firerne spillede om 7.-pladsen, femmerne om 9.-pladsen og sekserne om 11.-pladsen.

### Indledende runde

#### Gruppe A
| Dato  | Kamp                      | Res.  | Pause | Spillested |
| ----- | ------------------------- | ----- | ----- | ---------- |
| 31.3. | Norge – Tyrkiet           | 34–18 | 15-70 |            |
| 31.3. | Vesttyskland – Belgien    | 18–15 | 10-60 | Turku      |
| 31.3. | Israel – Grækenland       | 28–22 | 12-12 |            |
| 1.4.  | Vesttyskland – Tyrkiet    | 21–11 | 9-5   | Turku      |
| 1.4.  | Norge – Grækenland        | 22–15 | 11-60 |            |
| 1.4.  | Israel – Belgien          | 22–19 | 12-80 |            |
| 3.4.  | Vesttyskland – Grækenland | 23–14 | 9-6   | Turku      |
| 3.4.  | Belgien – Tyrkiet         | 26–19 | 9-7   |            |
| 3.4.  | Norge – Israel            | 27–19 | 16-80 |            |
| 4.4.  | Norge – Vesttyskland      | 20–18 | 11-10 | Turku      |
| 4.4.  | Israel – Tyrkiet          | 21–20 | 9-9   |            |
| 4.4.  | Belgien – Grækenland      | 23–15 | 9-8   |            |
| 6.4.  | Vesttyskland – Israel     | 26–14 | 13-50 | Raseborg   |
| 6.4.  | Norge – Belgien           | 26–20 | 12-90 |            |
| 6.4.  | Grækenland – Tyrkiet      | 19–18 | 08-13 |            |

| Gruppe       | Kampe | Mål     | Point |
| ------------ | ----- | ------- | ----- |
| Norge        | 5     | 129-900 | 10    |
| Vesttyskland | 5     | 106-740 | 8     |
| Israel       | 5     | 104-114 | 6     |
| Belgien      | 5     | 103-100 | 4     |
| Grækenland   | 5     | 085-114 | 2     |
| Tyrkiet      | 5     | 086-121 | 0     |

#### Gruppe B
| Dato  | Kamp                   | Res.  | Pause | Spillested |
| ----- | ---------------------- | ----- | ----- | ---------- |
| 31.3. | Finland – Holland      | 29–22 | 14-90 | Espoo      |
| 31.3. | Bulgarien – Portugal   | 24–19 | 12-80 |            |
| 31.3. | Italien – Luxembourg   | 21–12 | 12-60 | Karis      |
| 1.4.  | Finland – Italien      | 23–19 | 14-90 | Espoo      |
| 1.4.  | Bulgarien – Luxembourg | 30–22 | 12-10 |            |
| 1.4.  | Holland – Portugal     | 24–17 | 12-80 |            |
| 3.4.  | Finland – Bulgarien    | 21–18 | 12-80 | Karis      |
| 3.4.  | Luxembourg – Portugal  | 21–17 | 9-6   |            |
| 3.4.  | Holland – Italien      | 24–18 | 10-60 |            |
| 4.4.  | Holland – Luxembourg   | 32–20 | 14-10 |            |
| 4.4.  | Finland – Portugal     | 31–23 | 13-10 | Hangö      |
| 4.4.  | Bulgarien – Italien    | 16–12 | 6-6   |            |
| 6.4.  | Portugal – Italien     | 28–24 | 13-14 | Raseborg   |
| 6.4.  | Bulgarien – Holland    | 26–20 | 10-11 |            |
| 6.4.  | Finland – Luxembourg   | 34–28 | 18-14 | Espoo      |

| Gruppe     | Kampe | Mål     | Point |
| ---------- | ----- | ------- | ----- |
| Finland    | 5     | 138-110 | 10    |
| Bulgarien  | 5     | 114-940 | 8     |
| Holland    | 5     | 122-110 | 6     |
| Italien    | 5     | 094-103 | 2     |
| Portugal   | 5     | 104-124 | 2     |
| Luxembourg | 5     | 103-134 | 2     |

### Placerings- og finalekampe
| Dato                | Kamp                     | Res.                | Pause               | Spillested          |
| Kamp om 11.-pladsen | Kamp om 11.-pladsen      | Kamp om 11.-pladsen | Kamp om 11.-pladsen | Kamp om 11.-pladsen |
| ------------------- | ------------------------ | ------------------- | ------------------- | ------------------- |
|                     | Tyrkiet – Luxembourg     | 40–22               | 21-10               |                     |
| Kamp om 9.-pladsen  |                          |                     |                     |                     |
|                     | Portugal – Luxembourg    | 29–20               | 12-15               |                     |
| Kamp om 7.-pladsen  |                          |                     |                     |                     |
| 7.4.                | Belgien – Italien        | 20–19               | 7-8                 | Espoo               |
| Kamp om 5.-pladsen  |                          |                     |                     |                     |
|                     | Holland – Israel         | 23–21               | 13-10               |                     |
| Bronzekamp          |                          |                     |                     |                     |
| 8.4.                | Vesttyskland – Bulgarien | 25–17               | 14-90               | Espoo               |
| Finale              |                          |                     |                     |                     |
| 8.4.                | Norge – Finland          | 32–27               | 15-16               | Espoo               |

### Samlet rangering
| Samlet rangering | Samlet rangering |
| ---------------- | ---------------- |
| 1.               | Norge            |
| 2.               | Finland          |
| 3.               | Vesttyskland     |
| 4.               | Bulgarien        |
| 5.               | Holland          |
| 6.               | Israel           |
| 7.               | Belgien          |
| 8.               | Italien          |
| 9.               | Portugal         |
| 10.              | Grækenland       |
| 11.              | Tyrkiet          |
| 12.              | Luxembourg       |